# SOPCOM
A SOPCOM (Associação Portuguesa de Ciências da Comunicação) é uma associação científica sem fins lucrativos que tem por objeto estatutário desenvolver a investigação em Ciências da Comunicação.

## História
A SOPCOM foi fundada em 06 de fevereiro de 1998 e pretendeu dar expressão a um movimento de crescimento das Ciências da Comunicação em Portugal, cuja primeira licenciatura tinha sido iniciada cerca de uma década antes, em 1979, na Universidade Nova de Lisboa.
A partir de meados da década de 80 os cursos de Comunicação (que assumem diferentes nomes) aumentam exponencialmente quer em universidades públicas quer nas universidades privadas e também nos politécnicos. Atualmente, segundo dados do relatório "Pós-graduação em Comunicação em Portugal: da variedade da oferta educativa à carência de um sistema de avaliação", entre o ensino público de universidades e de ensino politécnico, e as instituições de ensino privado, estarão em funcionamento mais de 30 licenciaturas na área das Ciências da Comunicação (com designações que variam entre Ciências da Comunicação e Design Multimédia, passando por Comunicação e Cultura, Jornalismo, Relações Públicas, Comunicação Empresarial, etc.).
Sobretudo a partir do ano 2000, a FCT, financiando  projetos de investigação coletivos e atribuindo bolsas de doutoramento e de pós-doutoramento, tem permitido desenvolver a investigação na áreas das Ciências da Comunicação.
A SOPCOM congrega esta comunidade que se tem vindo a afirmar em território nacional, mas também em ambientes internacionais. Atualmente conta com cerca de 350 associados e organiza, em conjunto com uma instituição de ensino superior local, um congrresso científico, o evento nacional de maior expressão neste campo do saber.

## Presidentes
2005-atualmente: Moisés de Lemos Martins - Universidade do Minho

2000-2005: José M. Paquete de Oliveira - ISCTE 

1998-2000: Aníbal Alves - Universidade do Minho 

## Grupos de Trabalho
Os Grupos de Trabalho são secções de autonomia relativa dentro da estrutura da SOPCOM, cujo principal objetivo é constituírem-se como espaços estáveis de confluência dos investigadores associados. A qualquer momento podem ser constituídos novos grupos de trabalho. Neste momento, existem 11, que são os seguintes:

- Comunicação e Educação
- Comunicação e Política
- Comunicação Organizacional e Institucional
- Economia e Políticas da Comunicação
- Estudos Fílmicos
- Estudos Televisivos
- Jornalismo e Sociedade
- Jovens Investigadores
- Publicidade e Comunicação
- Retórica
- Semiótica

## Congressos
Os congresso da SOPCOM têm atualmente uma regularidade bianual e a sua organização é atribuída a uma universidade que divide a responsabilidade de dinamização do evento com a direção da SOPCOM. Já foram feitas 7 edições e o último foi realizado em 2011, no Porto, depois de ter iniciado em Lisboa, ter passado por Braga (2 vezes), Covilhã e Aveiro. A oitava edição será novamente em Lisboa, em 2013.

- I SOPCOM - As Ciências da Comunicação na viragem do Século (1999) | Lisboa - Fundação Calouste Gulbenkian, 22 a 24 de março
- II SOPCOM - Rumos da Sociedade da Comunicação (2001) | Lisboa - Fundação Calouste Gulbenkian, outubro
- III SOPCOM - Informação, Identidades e Cidadania (2004) | Covilhã - Universidade da Beira Interior, 21 a 24 de abril
- IV SOPCOM - Repensar os Media: Novos Contextos da Comunicação e da Informação (2005) | Aveiro - Universidade de Aveiro, 20 e 21 de outubro
- V SOPCOM - Comunicação e Cidadania (2007) | Braga - Universidade do Minho, 6 a 8 de setembro
- VI SOPCOM - Sociedade dos Media: Comunicação, Política e Tecnologia (2009) | Lisboa - Universidade Lusófona Lisboa, 14 a 18 de abril
- VII SOPCOM - Meios Digitais e Indústrias Criativas (2011) | Porto - Universidade do Porto, 15 a 17 de dezembro
- VIII SOPCOM -  Comunicação Global, Cultura e Tecnologia (2013) | Lisboa - Escola Superior de Comunicação Social - IPL, 17 a 19 de outubro